# Вільям Мернер
Ві́льям Ме́рнер (англ. William Esco Moerner; 24 червня 1953, Плезантон (Каліфорнія), США) — американський фізик, лауреат Нобелівської премії з хімії 2014 року разом з Штефаном Геллем та Еріком Бетциґом — за «розвиток флуоресцентної мікроскопії високого розділення».

## Біографія
Вільям Мернер виріс у Техасі та здобув ступінь бакалавра фізики та бакалавра мистецтв з математики в університеті Вашингтона у Сент Луїсі у 1975 році. В університеті Корнелла він здобув ступінь магістра наук з фізики у 1978 році де і захистив докторську роботу у 1982 році. З 1981 по 1995 роки працював дослідником у лабораторії IBM. У 1998 році стає професором у Каліфорнійського університету у Сан-Діего. З 1997 року працює у статусі гостя-професора (англ. Robert Burns Woodward Visiting Professor) Гарвардського університету. У 1998 році його група перебирається до Стенфордського університету, де він стає професором хімії, та почесним професором загальної фізики. У фокусі його досліджень спектроскопія окремих молекул, фізична хімія, хімічна фізика, нанооптика. Завдяки його дослідженням вдалося локалізувати та вивчити спектроскопічно окремі флуоресцентні молекули у твердому тілі. За автобіографією на 16 травня 2014 року його доробок становив 316 публікацій.